# Скрабунов Микола Сергійович
Мико́ла Сергі́йович Скрабуно́в — старший солдат Збройних сил України;  учасник російсько-української війни.

## Життєпис
Народився 1988 року у місті Дніпропетровськ.
Механік-водій, 93-тя окрема механізована бригада.
21 серпня 2014-го загинув під час виконання бойового завдання, зазнав смертельного осколкового поранення від гранати у груди на очах свого брата. Тоді ж полягли молодші сержанти Клименко Євген Олександрович; Котовий Сергій Феліксович та старший солдат Ємельяненко Ігор Володимирович.
Похований у Дніпродзержинську 26 серпня 2014 року.

## Нагороди та вшанування
- 14 листопада 2014 року за особисту мужність і героїзм, виявлені у захисті державного суверенітету та територіальної цілісності України, вірність військовій присязі під час російсько-української війни, відзначений — нагороджений орденом «За мужність» III ступеня (посмертно)
- пам'ятною відзнакою міського голови Кам'янського — нагрудним знаком «Захисник України» (посмертно).
- Його портрет розміщений на меморіалі «Стіна пам'яті полеглих за Україну» у Києві: секція 3, ряд 5 місце 10
- Вшановується 20 серпня на щоденному ранковому церемоніалі вшанування українських захисників, які загинули цього дня у різні роки внаслідок російської збройної агресії[1]
- «Іловайський Хрест» (посмертно)